# Brian Boru
Brian Boru o Boroimhe (Thomond, 941-Clontarf, 1014) se convirtió en el 978 en rey de Cashel, capital del antiguo reino irlandés de Munster. Hacia el año 984 controlaba la totalidad del reino, y en 1001 fue reconocido como Gran Rey de Irlanda. Desde su juventud,  luchó duramente contra los vikingos que ocupaban parte de su país. 
Finalmente, en la batalla de Clontarf, librada el 23 de abril de 1014, los vikingos fueron derrotados por un ejército comandado por sus hijos. Es uno de los grandes héroes de los irlandeses, pero en su historia se confunden la realidad y la ficción, por lo que resultaría muy complicado elaborar su biografía con precisión.

## Biografía

### Orígenes
Probablemente nació en el año 941, aunque algunas fuentes fechan su nacimiento en 926. Nació cerca de Killaloe, una ciudad en la región de Thomond (Tuadmumu) donde su padre Cennétig mac Lorcáin era rey.
Cuando su padre murió, el reino de Thomond pasó al hermano mayor de Brian, Mathgamain, y cuando este murió combatiendo con los vikingos en el año 976, Brian le sucedió. Posteriormente, llegó a reinar en todo el reino de Munster. Su madre Bé Binn, también fue asesinada por los vikingos cuando Brian era un niño.
Se cree que el origen de su apellido Boru o Borúma ("de los tributos"), está relacionado con un vado del río Shannon donde una partida de ganado era llevada como tributo desde su clan, los Dál gCais, a un clan más importante a los que les debían vasallaje, los Eóganachta. Sin embargo, parece más probable el apellido le hubiera sido dado por ser quien consiguió que su clan pasara de pagar tributo a recibirlo de aquellos a quienes su familia pagaba. Hay leyendas más modernas creadas para implicar que esto fue así por recaudar dinero de los caudillos menores de Irlanda, y los usó para reconstruir monasterios y bibliotecas que habían sido destruidos durante las invasiones vikingas.

### Los Dál gCais
Brian pertenecía a los Dál gCais (o dalcasianos) que ocupaban un territorio a ambos lados del río Shannon, un territorio que más tarde sería conocido como el Reino de Thomond y que actualmente, incluye parte del condado de Clare y del condado de Limerick. El Shannon servía como una ruta por la cual se podían hacer incursiones contra la provincia de Connacht (al oeste del río) y Meath (al este). Su padre, Cennétig mac Lorcáin, y su hermano mayor, Mathgamain, realizaron incursiones por el río en las que sin duda habría participado Brian. Probablemente esto fue la raíz del aprecio que Brian sentirá en el futuro por los buques de guerra.
Una importante influencia sobre los Dál gCais era la existencia de la ciudad hiberno-nórdica de Limerick, situada en un istmo alrededor del cual fluye el Shannon. Indudablemente las relaciones entre Limerick y los dalcasianos dieron lugar a conflictos, pero es improbable que fueran de abierta hostilidad; hubo probablemente también contactos pacíficos, como el comercio. Los dalcasianos podrían haber obtenido beneficios adicionales de estas relaciones amistosas, a través de las cuales habrían podido conocer las innovaciones de los vikingos como sus armas superiores y su diseño de barcos, factores que podrían haber contribuido al incremento de su poder.

### Mathgamain
En 964, el hermano mayor de Brian, Mathgamain, consiguió adquirir el control de toda la provincia de Munster, tras capturar la Roca de Cashel, capital del clan rival Eóganacht. El rey Eóganacht, Máel Muad mac Brain, organizó una alianza contra los Dál gCais, en la que participaban, entre otros, otro señor de Munster, e Ivar, señor de Limerick. En la batalla de Sulcoit, el ejército dalcasiano que lideraban Mathgamain y Brian derrotó decisivamente al nórdico-irlandés de Limerick y, después de la victoria, saqueó y quemó la ciudad. Su derrota en Sulchoid pudo inducir al rey Máel Muad a pensar que el engaño podría triunfar allí donde un enfrentamiento abierto en el campo de batalla había fracasado. Mathgamain acudió en el año 976 a lo que parecía ser un encuentro amistoso para reconciliarse con sus enemigos del clan Eóganacht, pero fue apresado y asesinado. Fue debido a estas circunstancias a las que Brian (a la edad de 35 años), fue nombrado nuevo líder del clan Dál gCais.
Brian, se puso en marcha inmediatamente para vengar la muerte de su hermano y recuperar el control sobre la provincia de Munster. Atacó y derrotó consecutivamente al ejército hiberno-nórdico de Limerick, a los aliados irlandeses de Máel Muad y, finalmente, al propio Máel Muad. La campaña de Brian para establecer su control sobre Munster, mostró los rasgos que serían característicos de todas sus guerras: tomaba la iniciativa, derrotaba a sus enemigos por separado antes de que pudieran unir fuerzas y vencerle y, aunque fue implacable y horriblemente brutal para los estándares modernos, buscaba la reconciliación después de la victoria en lugar de continuar con las hostilidades. Después de que hubiera matado al gobernante de Limerick, Ivar, y a su sucesor, permitió a los vikingos de Limerick permanecer en su asentamiento. Tras matar a Máel Muad, trató a su sucesor -su hijo Cian- con gran respeto, dándole incluso a su hija Sadb en matrimonio. Cian permaneció como un aliado fiel durante el resto de su vida.

### Extendiendo su autoridad
Habiendo establecido su control absoluto sobre la provincia de Munster, Brian buscó extender su dominio sobre las provincias vecinas de Leinster, al este, y Connacht, al norte. Por ello se enfrentó al Alto Rey Máel Sechnaill mac Domnaill, cuya base estaba en la provincia de Meath. Durante los siguientes quince años, desde el año 982 hasta el año 997, el Alto Rey mandó ejércitos a Leinster y Munster, mientras Brian, como habían hecho antes su padre y su hermano, enviaba su flota río Shannon arriba para atacar Connacht y Meath, cada una a un lado del río. Sufrió bastantes derrotas en estos enfrentamientos, pero aprendía de cada una de ellas. Desarrolló una estrategia militar que le dio buenos resultados durante sus campañas: el uso coordinado de fuerzas por tierra y por agua (fluviales y marítimas). La flota de Brian, que incluía tropas aportadas por las ciudades hiberno-nórdicas que tenía bajo su control, dio apoyo directo e indirecto a las tropas terrestres. El apoyo indirecto consistía en que la flota realizaba un ataque de distracción en un lugar lejano al que Brian pensaba atacar con su ejército. El apoyo directo implicaba un avance doble que las fuerzas navales actuaban como una pinza del ataque mientras que el ejército formaba la otra.
En el año 996, Brian logró controlar por fin la provincia de Leinster, lo cual pudo inducir a Máel Sechnaill a llegar a un acuerdo con él al año siguiente. Se reconocía la autoridad de Brian sobre Leth Moga, es decir: la mitad sur de Irlanda, en la que estaban las Provincias de Munster y Leinster (y las ciudades hiberno-nórdicas dentro de ellas). Máel Sechnaill se limitó a aceptar los hechos consumados y se conformó con mantener el control sobre Leth Cuinn (la mitad norte de Irlanda), formada por las provincias de Meath, Connacht y Úlster.
Precisamente debido a que había aceptado someterse a la autoridad de Brian, el Rey de Leinster, fue derrocado en el año 998 y sustituido por Máel Mórda mac Murchada. Dadas las circunstancias por las que había sido entronizado, no es sorprendente que Máel Mórda mac Murchada no tardara en rebelarse contra Brian. En respuesta Brian reunió al ejército de la Provincia de Munster con la intención de asediar la ciudad nórdico-irlandesa de Dublín, la cual estaba gobernada por el aliado y primo de Máel Morda, Sigtrygg Silkiskegg. Máel Morda y Sitrygg, decidieron luchar contra Brian en una batalla en lugar de tratar de resistir el asedio, por lo que ambos ejércitos se enfrentaron en la batalla de Glenmama. Los anales irlandeses coinciden en que fue una batalla particularmente violenta y sangrienta, aunque son cuestionables el que durara desde la mañana hasta la medianoche o que hubiera 4.000 muertos. En cualquier caso, como habían hecho él y su hermano tras la batalla de Sulchoid treinta y dos años atrás, capturó y saqueó la ciudad enemiga, Dublín. Una vez más, sin embargo, Brian optó por la reconciliación; ofreció a Sigtrygg la posibilidad de recuperar su posición como gobernante de Dublín, dándole también la mano de una de sus hijas en matrimonio, justo como hizo con el rey Eoganacht, Cian. Puede que fuera en esta ocasión cuando Brian se casó con la madre de Sigtrygg y hermana de Máel Morda, Gormflaith ingen Murchada, la anterior esposa de Máel Sechnaill.

### La lucha por Irlanda
Brian dejó claro que sus ambiciones no habían quedado satisfechas por los acuerdos del año 997, cuando en el año 1000, lideró un ejército combinado de Munster, Leinster y Dublín en un ataque sobre la provincia madre del Alto Rey Máel Sechnaill mac Domnaill, Meath. La lucha sobre quién gobernaría sobre toda Irlanda se reanudó. El principal aliado de Máel Sechnaill era el rey de Connacht, Cathal mac Conchobar mac Taidg, pero esto suponía algunos problemas. Las provincias de Meath y Connacht estaban separadas por el río Shannon, que actuaba tanto como ruta para que Brian pudiera atacar las orillas de ambas provincias, como de barrera para que los dos gobernantes se prestasen mutuo apoyo. Máel Sechnaill encontró una ingeniosa solución: se construirían dos puentes sobre el Shannon. Estos puentes servirían tanto como obstáculo para bloquear el avance de la flota de Brian como para trasladar tropas entre Meath y Connacht. 
Los Anales Irlandeses cuentan que en el año 1002, Máel Sechnaill entregó su título a Brian, aunque no especifican cómo sucedió. La crónica la Guerra de los Irlandeses contra los Extranjeros (Cogad Gáedel re Gallaib en gaélico), cuenta que Brian desafió al Alto Rey Máel Sechnaill a combatir en la colina de Tara, en la provincia de Meath, pero Máel Sechnaill pidió un mes de tregua para poder movilizar a sus tropas, a lo cual Brian accedió. Pero para cuando se cumplió el plazo Máel Sechnaill no había conseguido recabar el apoyo de todos los que eran nominalmente sus súbditos y fue obligado a ceder su título a Brian. Dado el estilo de dirigir una campaña de Brian esta explicación resulta poco verosímil. Si hubiera sabido que su enemigo tenía problemas, habría aprovechado la ocasión para ganar ventaja sobre él en lugar de permitirle ponerse a su par. Y a la inversa: dada lo larga e intensa que había sido la lucha entre ambos, es altamente improbable que el Alto Rey se hubiera resignado a ceder el trono sin luchar.
Que tuviera lugar esa lucha o no o cuáles fueron las circunstancias exactas de los hechos, nunca se sabrá, pero lo que es indiscutible es que en el año 1002 Brian Boru se convirtió en el nuevo Alto Rey de Irlanda.
Brian pretendía ser rey, y no sólo de nombre. Para conseguirlo necesitaba imponer su voluntad a los numerosos jefes regionales de la única provincia que quedaba sin someterse a él: el Úlster. La geografía del Úlster presentaba un desafío considerable; había tres rutas principales por las que se podía invadir la provincia y las tres favorecían a los defensores. Brian tenía que encontrar primero la forma de atravesar o rodear estos cuellos de botella y después tendría que someter a los reyes del Úlster. A pesar de que lanzó a la campaña todas las tropas que pudo reunir del resto de Irlanda conseguir su objetivo le costó diez años, lo cual es un claro indicador de lo costoso que resultó derrotar a los reyes del Úlster. Una vez más, la coordinación de las fuerzas terrestres y navales le dio la victoria. Aunque los jefes del Úlster pudieron detener el avance de las tropas terrestres de Brian, no pudieron evitar que su flota atacara las costas de sus reinos. Pero conseguir entrar en el Úlster fue sólo el principio. Brian derrotó a todos y cada uno de los jefes del Úlster que le desafiaron, obligándoles a reconocerle como su señor.

### Emperador de los irlandeses
Fue durante este proceso que Brian trató de afianzar su control mediante un sistema alternativo, no sólo sobre la provincia del Úlster, sino sobre toda Irlanda. En contraste con otras partes, el cristianismo se estructuró en Irlanda en lugar de alrededor de obispos (que controlaban diócesis) y arzobispos (que controlaban archidiócesis) en monasterios dirigidos por poderosos abades pertenecientes a las familias reales de las tierras en que se encontraban. Entre los más importantes se encontraba el monasterio de Armagh, localizado en la provincia del Úlster. Está consignado en el Libro de Armagh que, en el año 1005, Brian donó veintidós onzas de oro al monasterio y declaró al monasterio capital religiosa de Irlanda, al cual los demás monasterios debían enviar los diezmos que recaudaban. Esto fue una hábil jugada, pues la supremacía del monasterio de Armagh duraría tanto como Brian fuera Alto Rey. Por lo tanto, a Armagh le interesaba apoyar a Brian con toda su riqueza y poder. También es interesante constatar que en el Libro de Armagh, Brian no es citado como Alto Rey, sino que se refieren a él como "Imperator Scottorum" (Emperador de los Irlandeses). Hacia el año 1011 todos los jefes regionales de Irlanda habían reconocido la autoridad de Brian. Desafortunadamente, tan pronto como se logró la unidad, se perdió de nuevo.
Máel Mórda mac Murchada de Leinster había aceptado la autoridad de Brian a regañadientes, y en 1012 se rebeló. Las crónicas Cogad Gáedel re Gallaib cuentan que uno de los hijos de Brian insultó a Máel Morda, lo cual le llevó a levantarse contra la autoridad de Boru. Fuera cual fuera la auténtica razón, Máel Morda buscó aliados con los que desafiar al Alto Rey. Encontró a un jefe regional del Úlster que se había sometido a Brian no hacía mucho. Juntos atacaron la Provincia de Meath, donde el antiguo Alto Rey Máel Sechnaill reclamó la ayuda de Brian para defender su reino. En 1013, Boru lideró un ejército desde la provincia de Munster y del sur de Connacht hasta Leinster. Un destacamento a las órdenes de su hijo, Murchad, arrasó la mitad sur de la provincia de Munster durante tres meses. Las fuerzas dirigidas por Murchad y Brian, se reunieron el 9 de septiembre ante las murallas de Dublín. La ciudad estaba bloqueada, pero el ejército del Alto Rey se quedó sin provisiones antes que los defensores, por lo que se vio obligado a levantar el asedio y regresar a Munster hacia Navidad.
Es posible que Máel Morda esperara que con la derrota de Brian, se le unieran otros gobernantes regionales, a los que Brian había obligado a someterse. Si era así debió sentirse muy decepcionado. Aunque el Úlster y la mayor parte de la provincia de Connatch no proporcionaron tropas al rey, tampoco -con la excepción de un único jefe del Úlster- le proporcionaron ayuda a él. Su incapacidad para reclutar tropas en Irlanda así como el que era consciente de que las necesitaría para cuando regresara el Alto Rey explicaría por qué decidió ir a buscarlas de monarcas de fuera de Irlanda. Ordenó a su primo y vasallo Sigtrygg Silkbeard, rey de Dublín, que fuera a ultramar para conseguir ayuda.
Sigtrygg viajó a las islas Órcadas y a su regreso paró en la isla de Man. Estas islas habían sido conquistadas por los vikingos hacía mucho tiempo y los señores hiberno-nórdicos tenían lazos con ellas. Ya había precedentes del uso de tropas vikingas de las islas: habían sido usadas por el padre de Sigtrygg -Amlaíb Cuarán- en el año 980 y por el propio Sigtrygg diez años más tarde. Estaban interesados en el botín, no en tierras. Al contrario de lo que afirma la crónica Cogad Gáedel re Gallaib no se trató de un intento de los vikingos de reconquistar Irlanda, pues había nórdicos en ambos bandos: los nórdico-gaélicos del reino de Dublín y los vikingos de las Orcadas al servicio de Máel Morda y los hiberno-nórdicos de Limerick (y probablemente los de Waterford, Wexford y Cork también) y, según algunas fuentes, una banda de mercenarios vikingos de la isla de Man en el del Alto Rey. Por lo tanto, podríamos decir que se trató de una guerra civil irlandesa con participación extranjera menor en ambos bandos.
Junto con los soldados reclutados en el extranjero, las fuerzas de Brian incluían tropas de las provincias de Munster, Connacht meridional y Meath, estas últimas comandadas por su viejo rival Máel Sechnaill mac Domnaill. Es probable que superara en número a las de Máel Morda, ya que se sintió lo suficientemente seguro como para enviar un destacamento montado al mando de su hijo más joven, Donnchad, para atacar el sur de Leinster, probablemente esperando forzar a que Máel Morda licenciara sus tropas para que volvieran a defender sus hogares. Desafortunadamente para el Alto Rey, si tenía superioridad numérica, pronto la perdió. Un desacuerdo con el Rey de Meath acabó con la retirada de la ayuda de Máel Sechnaill (Brian mandó un mensajero a Donnchad pidiéndole que volviera, pero llegó demasiado tarde). Para empeorar sus problemas, los contingentes nórdicos, liderados por Sigurd el Fuerte, jarl de las Orcadas y Brodir de la Isla de Man, llegaron el domingo de Ramos.
La batalla tendría lugar cinco días más tarde el Viernes Santo 18 de abril al norte de Dublín, en Clontarf. Todas las crónicas mencionan que el combate duró todo el día y, si bien es posiblemente una exageración, es un claro indicativo de que la lucha fue larga, tal vez indicio de que las fuerzas de ambos bandos estaban igualadas. El resultado final fue la desbandada de los vikingos, pero en el combate o en las postrimerías del mismo perdió la vida el Alto Rey. La mayor parte de sus hijos murieron también en la batalla, dejando el trono sin un claro sucesor. Hay muchas leyendas que cuentan como habría muerto Brian: en un heroico combate cuerpo a cuerpo, asesinado en su tienda mientras estaba rezando por un mercenario fugitivo vikingo llamado Brodir... Se cree que está enterrado en el extremo norte de la Catedral de San Patricio, en la ciudad de Armagh.

## Consideración histórica
La imagen popular de Brian -el gobernante que consiguió unir a los caudillos regionales de Irlanda y librar a su país de la ocupación danesa (vikinga)- procede de la gran influencia de un libro propagandístico del siglo XII, el Cogad Gáedel re Gallaib (La guerra de los irlandeses contra los extranjeros) en la cual Brian desempeña el papel de líder. Se cree que dicho libro podría haber sido encargado por el bisnieto de Brian, Muirchertach Ua Briain, para justificar las aspiraciones del clan Ua Briain (O'Brien) sobre el título de Alto Rey de Irlanda frente al clan Ui Neill (O'Neill), quienes tenían el monopolio sobre el mismo.
La influencia de este trabajo no es exagerada. Hasta la década de 1970, la mayor parte de los trabajos sobre los vikingos en Irlanda y sobre la historia de Brian, aceptaban como autoridad indiscutible lo mencionado en libro. 
Brian no liberó Irlanda de la ocupación vikinga, por el simple hecho de que nunca fue conquistada por ellos. En la última década del siglo VIII, los vikingos habían empezado a atacar objetivos en Irlanda y, a mediados del siglo IX, estos incursores construyeron campamentos fortificados que más tarde darían lugar a las primeras ciudades irlandesas: Dublín, Limerick, Waterford, Wexford, y Cork. En pocas generaciones, estos habitantes nórdicos se convirtieron al Cristianismo, se casaron con irlandesas y adoptaron el idioma, los vestidos y costumbres irlandesas; convirtiéndose en lo que los historiadores denominan hiberno-nórdicos. Dichas ciudades hiberno-nórdicas, estaban integradas en la escena política de Irlanda mucho antes del nacimiento de Brian Boru. Sufrieron con frecuencia ataques de los gobernantes irlandeses e hicieron alianzas con otros, aunque en última instancia estaban bajo el control de los reyes de las provincias de Meath, Leinster, o Munster, que elegían entre los hiberno-nórdicos a quienes gobernarían las ciudades como leales súbditos. Más que conquistar Irlanda, los vikingos, que inicialmente atacaron la isla y posteriormente se establecieron, fueron -de hecho- asimilados por los irlandeses.

## Matrimonios
Brian estuvo casado con cuatro mujeres:
1. Mór, madre de Murchad, que fue asesinada junto a Boru en Clontarf.
2. Echrad, madre de su sucesor Tadc.
3. Gormflaith, la más conocida de sus esposas y considerada como la más hermosa. Era hija de Murchad mac Finn, rey de Leinster, hermana por lo tanto de Máel Morda, y también viuda de Olaf Cuaran, el rey vikingo de Dublín y York. Era la madre de Donnchad, que sucedió a Boru como Rey de Munster. Se dice que fue su verdadero amor y que, habiéndose malinterpretado por error que desafiaba su autoridad, se divorciaron. Aunque se dice que fue la causa de su muerte, también se dice que fue quien más lloró por él.
4. Dub Choblaig, hija del Rey de Connacht.

De acuerdo con la saga de Njál, también tuvo un hijo adoptado llamado Kerthialfad.[cita requerida]

## Curiosidades
En la serie de televisión Star Trek: espacio profundo nueve, el personaje Miles O'Brien (interpretado por el actor irlandés Colm Meaney) juega a una aventura holográfica basada en una de las batallas contra los vikingos, en la que se menciona la participación del Rey Brian Boru.